# Paralogia
Paralogia em biologia é a relação entre genes que derivam de um único gene que foi duplicado em um genoma. Os parálogos podem derivar de uma duplicação ancestral, que aconteceu antes da especiação, sendo denominados 'outparalog', ou de uma duplicação específica da linhagem, que aconteceu após a especiação que separou as linhagens, denominados 'inparalog'. Parálogos são comumente usados para analisar adaptações específicas da linhagem e inovação funcional.